# エヌ・ティ・ティ・ドコモ東北
株式会社エヌ・ティ・ティ・ドコモ東北（エヌ・ティ・ティ・ドコモとうほく、NTT DoCoMo Tohoku, Inc.）は、一般的には「NTTドコモ東北」、または単に「ドコモ東北」と呼ばれ、かつて東北6県を事業区域としていた日本の電気通信事業者。株式会社エヌ・ティ・ティ・ドコモの完全子会社であった。

## 事業区域
青森県 - 岩手県 - 秋田県 - 宮城県 - 山形県 - 福島県

## 沿革
- 1973年
  - 東北通信サービス株式会社設立
  - ポケットベルサービス開始
- 1983年 - 自動車電話サービス開始
- 1988年 - エヌ・ティ・ティ東北移動通信株式会社に改称
- 1991年 - エヌ・ティ・ティ移動通信企画東北株式会社成立
- 1993年
  - エヌ・ティ・ティ移動通信企画東北がエヌ・ティ・ティ東北移動通信網株式会社に改称
  - エヌ・ティ・ティ東北移動通信とエヌ・ティ・ティ移動通信企画東北が合併
- 1998年 - エヌ・ティ・ティ東北パーソナル通信網よりPHS事業を譲り受ける
- 2000年 - 株式会社エヌ・ティ・ティ・ドコモ東北に改称
- 2004年6月 - ポケットベル新規加入受付を停止
- 2005年5月 - PHS新規加入受付を停止
- 2007年3月31日 - ポケットベル事業から撤退
- 2008年
  - 1月7日 - PHS事業から撤退
  - 7月1日 - 親会社の株式会社エヌ・ティ・ティ・ドコモ（ドコモ中央）に併合され解散。この会社の本社は親会社の東北支社となった。

## 本社・支店等所在地
宮城県

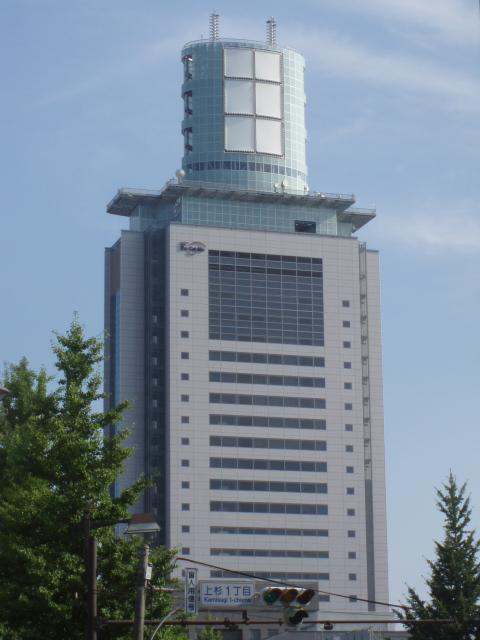
本社ビル（ドコモ東北ビル）

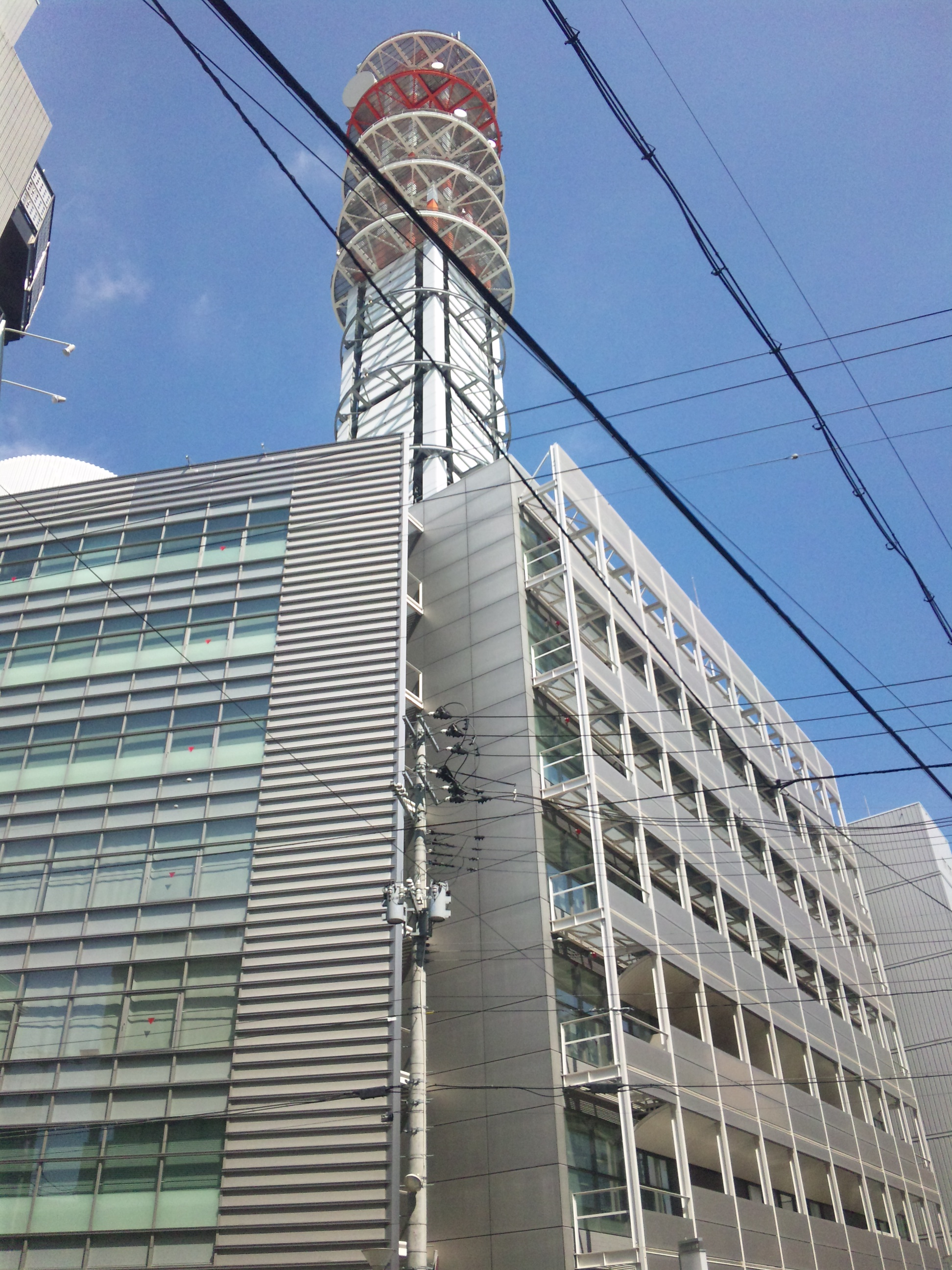
ドコモ東北仙台ビル

- 宮城支店（本社） : 宮城県仙台市青葉区上杉1丁目1番2号 ドコモ東北ビル
宮城支店は会社解散とともに消滅。ドコモ東北支社に統合された。

青森県
- 青森支店 : 青森県青森市中央3丁目19番1号 ドコモ東北青森ビル
- 八戸営業所 : 青森県八戸市大字尻内町字八百刈50番地2

岩手県
- 岩手支店 : 岩手県盛岡市上堂4丁目13番1号 ドコモ東北盛岡ビル

秋田県
- 秋田支店 : 秋田県秋田市大町4丁目2番39号 ドコモ東北秋田ビル

山形県
- 山形支店 : 山形県山形市幸町18番9号 ドコモ東北山形ビル

福島県
- 福島支店 : 福島県福島市吉倉字名倉29番地1 ドコモ東北福島ビル
- 郡山営業所 : 福島県郡山市駅前1丁目15番6号 明治安田生命郡山ビル5F

自社ビルとしてはほかに、ドコモ東北仙台ビル（宮城野区榴岡）・ドコモ東北泉ビル（泉区市名坂）が別途存在し、主として、保守関連と交換機収容の拠点となっていた（これは、他の県庁所在地名ビルでも同様）。個人向けの設備としては、ドコモ東北仙台ビルには、故障等のサポート拠点である「仙台サービスセンター」（運営は、ドコモエンジニアリング東北が担当）が設置され、ドコモ東北泉ビルには子会社のドコモサービス東北が運営するドコモショップ泉店が存在する。
また、ドコモ東北仙台ビルには、子会社であるドコモエンジニアリング東北の本社がかつて存在していた（現在は、ドコモ東北の本社があったアーバンネット五橋ビルの6F〜10Fに移転）。

## クイックキャスト（ポケットベル）に割当たる番号
各県の中の1つのMAのみにクイックキャストの番号が割り当てられ、たとえば、秋田県で契約した場合は、秋田MA（ゼロニード以外）の電話番号が割り振られた。他は、以下参照。
- 青森県…青森MA（ゼロニードは、020-401）
- 秋田県…秋田MA（ゼロニードは、020-402）
- 岩手県…盛岡MA（ゼロニードは、020-403）
- 宮城県…仙台MA（ゼロニードは、020-404）
- 山形県…山形MA（ゼロニードは、020-405）
- 福島県…郡山MA（ゼロニードは、020-406）

福島県が郡山MAなのは、かつて、ドコモ東北福島支店が郡山市にあったためである（ちなみに、福島テレメッセージ→東北テレメッセージ（福島県契約）の場合は、福島MAの番号が割り振られていた）。

## 携帯電話サービス契約数
- 契約数（2008年5月末時点）
  - 携帯電話契約数 - 3,578,600契約（新潟県を含まない東北地方のシェア 54.9%）
    - 同時期の東北地方（両社とも新潟県を含む）のシェアは、au（KDDI）が29.0%、ソフトバンクモバイル16.1%。

## オリジナルCMシリーズ
2001年「iエリア 解決デート」編から宮崎あおいが同社のCMに出演していたが、2002年からは宮崎あおい演じる「澤田菜穂子」（さわだなほこ）とその家族によるドラマ仕立てのCMが始まった。2002年から2004年の「娘の決意」篇までは、東京に住む高校生の役で、東北各地に住む親戚や東北各地を旅行する家族とiショットやテレビ電話などで東京の宮崎あおいとやり取りしていた。その後、「娘の決意」篇で野口英世青春館に宮崎あおい自身が赴き、医者になる決意をする。2004年に仙台の医大（当時、仙台所在の医大は東北大学医学部のみ。2016年以降は東北医科薬科大学医学部も存在）に合格し、それ以降は医学生という設定で、東北各地の人々と触れ合いながら、各地を旅して歩くことをテーマとしている。

### 過去の放送作品
2001年（澤田菜穂子：高校1年）
- 「iエリア解決デート」篇（挿入歌：Whiteberry）:挿入歌はCM出演後公開となった「パコダテ人」にも使用されている。
- 「のりのりサラリーマン」篇
- 「どっさり卵料理」篇

2002年（澤田菜穂子：高校1～2年）
- 「お助け英単語」篇
- 「iモードでビッグニュース」篇
- 「iショットで子犬探し」篇（iショット）
- 「ゴルフ」篇（iアプリパワーアップ。504iシリーズ）
- 「おやつのカロリー」篇（サクサクiモード。504iシリーズ）
- 「対戦相手求む」篇（iショット対応251iシリーズ）（挿入歌：ナオト・インティライミ）
- 「困ったヘアメイクさん」篇（挿入歌：ナオト・インティライミ）
- 「見えない想い」篇（山形県飯豊町）：祖父役の大泉逸郎が、山形の写真をiショットを東京・六本木ヒルズ前にいる宮崎あおいに送る。
- 「ストーブ列車」篇（青森県五所川原市）：兄役の人が、津軽鉄道津軽鉄道線のストーブ列車に乗る現地の幼い兄妹の写真を東京・新宿にいる宮崎あおいに送る。

2003年（澤田菜穂子：高校2～3年）
- 「スゴワザ」篇（504iSシリーズ）
- 「同級生」篇（宮城県登米町－現登米市）：祖母役の人が、旧登米高等尋常小学校校舎で隣りの小学校の児童と一緒にiモーションを撮り、東京の宮崎あおいに送る。
- 「よく言われる」篇（505iシリーズ）
- 「レインボー」篇（505iシリーズ）
- 「母の故郷」篇（岩手県遠野市）：宮崎あおいが河童の里や民話の里を巡り、東京の母親役にiモーションを大量に送る。
- 「父の出張」篇（秋田県角館町－現仙北市）：旅行ライターの父役の人が、人力車に乗ってその目線をTVコールで東京の宮崎あおいに見せる。

2004年（澤田菜穂子：高校3年～大学1年）
- 「娘の決意」篇（福島県下郷町、会津若松市）：宮崎あおいが、会津の親戚役の家に泊まり、大内宿で現地の子供と雪合戦する。その後、野口英世青春館に行き、医者になる決意を東京の母にTVコールするとの設定。この時点ではまだ受験生であったとされる描写がある。なお、このCMで使用された挿入歌「くるみ」（Mr.Children）は全国版でも使用されていたが、全国版の放映が終了する頃にこのCMが使用され始めた。
- 「みんな良い子」篇（山形県あつみ温泉）
- 「迷い込んだ世界」篇（岩手県宮守村－現遠野市）

2005年（澤田菜穂子：大学1～2年）
- 「おばあちゃんは、小野小町」篇（秋田県雄勝町、横手市）
- 「テストのごほうび」篇（青森県弘前市）
- 「お誕生会」篇（宮城県南三陸町、石巻市）

2006年（澤田菜穂子：大学2～3年）
- 「未来の天文学者」篇（福島県田村市）
- 「ほんもののなまはげ」篇（秋田県男鹿市）
- 「元気なガイドさん」篇（山形県山形市山寺）

2007年（澤田菜穂子：大学3～4年）
- 「智恵子のふるさと」篇（福島県二本松市）
- 「世界遺産を目指す町」篇（岩手県平泉町）：友人役は東海林愛美
- 「伝統と自分らしさ」篇（宮城県大崎市・鳴子温泉）：宮崎あおいは鳴子でこけしの絵付けに挑戦する。出来たこけしをTVコールで仙台市都心部の定禅寺通りにいる友人に見せる。友人役は仙台SOS所属の佐藤渚と櫻井あみ。

### このCMシリーズによる寄与
宮崎あおい出演のドコモ東北限定CMは、首都圏などとの新サービスインの時差を補正する意味があったが、「高度経済成長期以降に東京に移住した東北地方出身者たちと、東北地方に残った祖父母や親戚たち」というこの地方の家族形態のステレオタイプを描いたため、一気にこの地方で浸透した。また、宮崎あおい自身の魅力もさることながら、東北地方を知らずに東京で育った孫（親戚の子）が、東北各地を携帯電話の視覚コミュニケーションツール（iショット、iモーション、テレビ電話）などを通じて無邪気に興味を持ち、結果として東北地方の大学に進学する、という話の流れもこの地方の住民の心をつかんだ。
一方で、旅情を誘うこのCMシリーズにより、舞台となった観光地では観光客が増加する現象が見られた。この現象は東北各地の観光関係者において大きな話題となり、ロケの様子がローカル局のニュースや地元新聞にて報道されるほどとなった。ドコモ東北ではこのCMシリーズを収めた非売品のDVDを作成し自治体等に配布した。
また、宮崎あおいは（全国的には）テレビの露出が少ないと報道されることがあったが、このCMシリーズは東北地方では頻繁に放送されており、宮崎あおいが全国的に有名になる以前から東北地方ではかなり有名であった。東京キー局の昼間のワイドショーが、岩手県の農村で「嫁に来て欲しい芸能人ランキング」を調査した際、宮崎あおいが上位に食い込み、『農家では「純情きらり」を見ている人が多いから』と分析していたが、実際はこのCMシリーズの寄与度が高い。
なお、このCMシリーズ初期では、東京と携帯電話で電話やテレビ電話をするスタイルを提示していたが、それは、東北地方と隣接する北関東・新潟県・北海道へ通話・通信しても「東北地方内の県外」と同じ料金体系であったこととも関係する。すなわち、東北地方内から埼玉県以遠に通話・通信してもらうことで、NTTドコモ東北にはより大きな利益が生まれるため、通話・通信の端点が東京と東北地方となっていた。しかし、2005年11月1日から始まった「新料金プラン」により、全国どこにかけても同じである料金体系が導入され、東京と通話・通信するより東北地方内（NTTドコモ東北のエリア内）で通話してもらう方がNTTドコモ東北にはより大きな利益が生まれるようになった。このため、このCMシリーズの舞台に東京は出てこなくなり、東北地方のみが舞台となっている。また、全国一律料金化は全国版のCM比重を増大させ、宮崎あおい版のCMは減少傾向となっている。それでも6年以上にも及ぶ人気シリーズとして健在で、夜9時台のゴールデンタイムの全国ネット番組のCMは東北のみ宮崎あおい版に差し替えることもあった。
なお、このCMシリーズのロケ地を巡った番組『早春の東北物語～アノCM現場をたずねて、魅力の東北を巡っちゃいました』が、東北6局ブロックネットで放送された。
合併により、他の地域とともに限定版CMは完全に姿を消した。

## 一社提供番組
同社の一社提供番組。

### ブロックネット
東北6県ブロックネット放送。
- 『モバ☆スタ』 - 2006年。ミヤギテレビ制作、日本テレビ系列東北6局。広告ミニ番組（約5分）。
- 『モバ☆スタ2.0』 - 2007年。ミヤギテレビ制作、日本テレビ系列東北6局。モバ☆スタの続編。広告ミニ番組（約5分）
- 『若きデジタルクリエイターたちの挑戦』 - 2006年2月18日（再放送あり）。仙台放送制作、ATVがTBS系列、それ以外のmit、AKT、SAY、FTVがフジテレビ系列の計6局。30分番組。
- 『i-LAND in TOHOKU』 - 2007年10月5日～。Date fm制作、FM青森、FM岩手、FM秋田、Boy-FM、ふくしまFMの計6局。50分番組。

### 各県
宮城県
- 『輝け★アプリの星[4]』 - 2007年11月10日～2008年2月9日（土曜23:55～24:00）仙台放送制作の5分番組、全13回。「ドコモカップ東北」とiアプリの広告番組。Chocolove from AKB48出演。
- 『星空のステージ』 - 2007年12月30日。東日本放送制作。SENDAI光のページェントの「学都×楽都コラボレーション」（同社が協賛）を取材したドキュメンタリー番組
- 『風雲!モバラブ2008[5]』 - 2008年（全4回：2月19日、2月26日、3月4日、3月11日。火曜24：25～24：40）。東北放送制作の15分番組。秋山莉奈出演。